# 边山
是一部2018年的上映的韩国剧情片，由《素媛》《逆倫王朝》的导演李濬益执导，与《東柱：時代詩情》《朴烈：逆權年代》并称为李濬益的青春三部曲。该片由朴正民、金高銀主演，2018年7月4日在韩国上映。
该片入选第23届釜山国际电影节「韩国电影的今日—全景」单元。

## 剧情概要
影片讲述一事无成的无名说唱歌手赫洙某天接到一通电话后回到故乡边山，在故乡和小学同学宣美相遇后发生的让人欢笑与感动的故事。

## 演员阵容
- 朴正民 饰演 赫洙，每次参加选秀节目预选就被淘汰的无名说唱歌手，回到故乡边山和小学同学们见面后经历了各种曲折。[7]
- 金高銀 饰演 宣美，赫洙的小学同学，既聪明又性格坚强，让赫洙回到故乡的决定性人物。[7]
- 張項線 饰演 赫洙的父亲
- 丁奎秀 饰演 宣美的父亲
- 申鉉彬 饰演 美京，赫洙与宣美的小学同学，自学生时代开始就因出众的美貌成为众多男学生追求的对象。[8]
- 高俊 饰演 龙大，赫洙儿时的朋友。
- 金准韩 饰演 元俊
- 郑先哲 饰演 中植
- 裴济基 饰演 相烈，赫洙的故乡朋友。[9]
- 崔正宪 饰演 九福，赫洙的故乡朋友。
- 林成宰 饰演 石基，赫洙的故乡朋友。
- 韩星 饰演 Andup
- 金光辉 饰演 EBONY
- 柳圣贤 饰演 派出所所长
- 申文成 饰演 警察
- 李胜勋 饰演 警察
- 車順裴 饰演 医生
- 金亨珠 饰演 赫洙的高中生粉丝[10]
- 宋德浩 饰演 说唱歌手
- 赵河硕 饰演 班主任
- 李正贤 饰演 赫洙的同学
- 柳延锡 饰演 赫洙的同学
- Yankie 饰演 第2轮预赛的说唱歌手（特别出演）
- Mad Clown 饰演 说唱节目评委（特别出演）
- Dok2 饰演 说唱节目评委（特别出演）
- The Quiett 饰演 说唱节目评委（特别出演）
- Don Mills 饰演 说唱节目评委（特别出演）
- 金震标 饰演 节目MC（特别出演）
- 方俊锡 饰演 旁白（特别出演）
- 白鉉真 饰演 旁白（特别出演）
- 宋景哲 饰演 患者（特别出演）
- 金世谦[註 1] 饰演 患者（特别出演）

## 制作

### 发展
2017年6月，媒体分别报道朴正民与金高銀有望主演李濬益导演执导的新片《边山》（변산），影片讲述一个沉迷梦想成为嘻哈之神的说唱歌手因为生病的父亲回到故乡后发生的故事，预计该年下半年开机拍摄，Megabox Plus M负责影片发行。7月底，和李濬益在《平壤城》《朴烈：逆權年代》中有过合作的演员柳圣贤率先确认参演，饰演一名乡村派出所所长。8月初，媒体报道白血病治愈复出的演员崔成元参演该片，但其经纪公司否认了该消息，称虽接到出演邀请但行程难以协调；此外，媒体亦报道車順裴、金准韩有望参演该片，金准韩继《朴烈》之后再度与李濬益合作。
2017年8月中旬，朴正民与金高银正式确认参演，该片亦是李濬益执导的第13部作品，预计该年秋天开拍。9月，高俊、崔正宪（최정헌）确认参演。发行商Megabox Plus M于9月12日公开剧本围读照片，最终确定張項線、丁奎秀、申鉉彬、金准韩、裴济基、林成宰亦参演该片。出演过选秀节目《Show Me The Money 4》的说唱歌手Andup亦确认参演。媒体报道，说唱歌手Yankie担任该片的说唱指导，他亦在片中客串出演。

### 创作
李濬益接受采访时透露2014年左右已收到该片剧本并被邀请担任导演，主人公最初的职业是配音演员，经过长时间的剧本改编后职业变成了说唱歌手。李濬益决定执导该片的原因是，此前连续制作了《素媛》《逆倫王朝》《东柱》《朴烈：逆權年代》等让人感到心痛的作品，他希望从痛苦的感情中摆脱出来。李濬益表示该片的本质是和过去的自己和解，说唱歌手的勇气和嘻哈精神便是内心的告白，看着自己内心告白的说唱歌词会不断说出那些和自己矛盾的条件，有时是和社会的矛盾、有时是和家庭的矛盾。李濬益亦透露影片后半部分出现的说唱歌词是由朴正民亲自创作。
朴正民饰演的赫洙是一个回避自己过去，只关注让他燃起欲望的嘻哈选秀节目的人，而他的欲望源于过去的缺失，被自己过去的缺失、过去的被害意识所束缚因此仍未成熟的人。而金高银饰演的宣美则是让赫洙意识到没有单方面的伤害、也没有单方面的被害，让赫洙变得成熟的人物。朴正民为了该角色在开拍两个月前就开始练习说唱，直到杀青后的6个月期间为了录制后期所需的音源，总共投入了将近一年的时间来练习说唱。金高银为了让宣美这个角色呈现出让人感到亲切的福气形象而增重8公斤，她亦接受方言教学并询问边山地区居民的建议以真实地刻画从未离开过故乡边山的宣美。

### 拍摄
主体拍摄于2017年9月11日在韩国首尔弘大开始，同年11月18日在江原道春川市杀青，两个月期间均在韩国全羅北道扶安郡取景拍摄。

### 损益平衡点
媒体报道电影业界传闻该片损益平衡点约为200万观影人次，发行商Megabox Plus M本部长李政世（이정세）于2019年初接受采访时透露该片未能突破损益平衡点，且该片票房是当时导演李濬益执导作品中最低的票房成绩。

## 发行
2018年5月3日发布首款预告海报与预告片，确定于该年7月初在韩国上映。5月31日公开朴正民与金高银的个人海报，确定7月4日上映。同年8月2日起提供VOD服务。

### 票房
在韩国上映首日（7月4日）收获票房4万3091人次观影，不敌同日上映的美国超级英雄片《蚁人2：黄蜂女现身》与此前连续6日蝉联单日票房冠军的《魔女二部曲：另一個她》，位列单日票房榜第3位。首个周末（7月6日至7月8日）票房17万9787人次，位列周末票房榜第3位，累计观影人次超过28万。次周周末（7月13日至7月15日）票房6万3789人次，被当周新片《摩天营救》与《窃窃私语》挤至周末票房榜第5名，累计观影人次接近44万。而第三周周末仅获得1万余人次的票房成绩，周末票房榜排名亦跌至第11名。
该片至提供VOD服务时，票房停留在49万观影人次左右，被媒体认为不如预期，韩国联合通讯社的赵在英（조재영）记者认为该片未能正确解读当下年轻人的感性，她亦指出作为该片目标观众群体的20多岁观众评价该片老套、土里土气。

## 奖项荣誉

### 颁奖礼
| 年份   | 颁奖礼                     | 奖项       | 入围者 | 结果 | 参考   |
| ------ | -------------------------- | ---------- | ------ | ---- | ------ |
| 2018年 | 第19届釜山电影评论家协会奖 | 最佳男演员 | 朴正民 | 獲獎 | [ 39 ] |
| 2018年 | 第27届釜日电影奖           | 最佳配乐   | 方俊锡 | 提名 | [ 40 ] |
| 2018年 | 第55屆大鐘獎               | 最佳配乐   | 方俊锡 | 提名 | [ 41 ] |
| 2018年 | 第39屆青龍電影獎           | 最佳配乐   | 方俊锡 | 提名 | [ 42 ] |

### 电影节
| 年份   | 电影节                   | 单元                | 参考   |
| ------ | ------------------------ | ------------------- | ------ |
| 2018年 | 第23届釜山国际电影节     | 韩国电影的今日—全景 | [ 6 ]  |
| 2018年 | 第4届伦敦亚洲电影节      | 官方LEAFF片单       | [ 43 ] |
| 2018年 | 第13届巴黎韩国电影节     | 闭幕影片            | [ 44 ] |
| 2018年 | 第22届塔林黑夜电影节     | JF Youth Programme  | [ 45 ] |
| 2018年 | 第38届夏威夷国际电影节   | 聚焦韩国            | [ 46 ] |
| 2018年 | 第21届圣地亚哥亚洲电影节 | AISA POP!           | [ 47 ] |